# 杰克·格雷戈里
杰克·格雷戈里（英語：Jack Gregory，1923年6月22日—2003年12月15日），英国男子田径运动员。他曾代表英国参加1948年和1952年夏季奥林匹克运动会田径比赛，其中1948年奥运会获得一枚银牌。